# Fabiano Cezar Viegas
Fabiano Cezar Viegas (* 4. August 1975 in Getúlio Vargas) ist ein ehemaliger brasilianischer Fußballspieler.

## Karriere
Fabiano begann seine Karriere 1994 beim brasilianischen Erstligisten CR Flamengo. Für dem Verein bestritt er 58 Erstligaspiele und schoss dabei ein Tor. 1997 erreichte er das Finale des Copa do Brasil. 1999 wechselte er zu Athletico Paranaense. 2000 wechselte er zum japanischen Erstligisten Kashima Antlers. 2000 gewann er mit dem Verein den J1 League, J.League Cup und Kaiserpokal. 2001 gewann er mit dem Verein den J1 League. 2002 gewann er mit dem Verein den J.League Cup und erreichte er das Finale des Kaiserpokal. 2003 wechselte er zu Vegalta Sendai. 2004 kehrte er nach Athletico Paranaense zurück. 2004 wurde er mit dem Verein Vizemeister der Campeonato Brasileiro Série A. Danach spielte er bei CR Flamengo und Goiás EC.

## Erfolge
Flamengo
- Taça Rio: 1996
- Taça Guanabara: 1996, 1999
- Staatsmeisterschaft von Rio de Janeiro: 1996, 1999
- Copa dos Campeões Mundiais: 1997

Atlético
- Staatsmeisterschaft von Paraná: 2000

Kashima Antlers
- Japanischer Meister: 2000, 2001
- Japanischer Ligapokalsieger: 2000, 2002
- Japanischer Pokalsieger: 2000

Goiás
- Staatsmeisterschaft von Goiás: 2006